# Río Raft
El río Raft (del inglés: Raft River), lit. 'río Balsa', y por eso a veces también en español, «río Balsa» o «río de la Balsa») es un río del suroeste de los Estados Unidos, un afluente del río Snake, a su vez afluente del río Columbia. El río tiene una longitud de 174 km y drena una pequeña cuenca de 3900 km², de la que aproximadamente el 95% está en Idaho.
Históricamente, el valle del río Raft ha sido una de las etapas de la ruta de California, la vía que siguieron los emigrantes que se dirigían a California —colonos y buscadores de oro atraídos por los campos de oro californianos—, desde principios de los años 1840 hasta la construcción del ferrocarril, a finales de 1860. 
Administrativamente, el río discurre por el norte de Utah y el sur de Idaho.

## Geografía
Las fuentes del río Raft nacen en la vertiente septentrional de las montañas del río Raft (Raft River Mountains) y en la vertiente meridional de las montañas Albion (localizadas en Idaho). El río nace en el norte del estado de Utah, en la confluencia de los arroyos Junction y Basin. En su primer tramo discurre por un cerrado cañón y una vez superado sale de Utah para entrar en Idaho por su lado sur. El río se encamina hacia el norte, discurriendo por la vertiente oriental de City of Rock (actualmente, City of Rock National Reserve), donde pasa muy cerca de la pequeña localidad de Almo. Ahí el río vira hacia el este, bordeando por su extremo sur las montañas Red Rocks (Red Rocks Mountains) y una vez superdas se encamina ael Norte, por la vertiente oriental de dichas montañas. En ese tramo llega a la pequeña localidad de Bridge, donde recibe, por la derecha y procedente del Sur, las aguas del arroyo Claro (Clear Creek).
Sigue el río por las también pequeñas localidades de Keogh y Malta ( 177 hab. en 2000), donde recibe, por la izquierda y procedente del Oeste, al arroyo Cassia. Continua alcanzando la pequeña Idahone y entra en su tramo final, uniéndose desde el Sur al río Snake en el Condado de Cassia, en un sector del río en que está represado, el del embalse o lago Walcott (con una superficie de 45 km²). (La presa, presa Minidoka, fue construida en 1909).

## Historia
El río lleva su nombre por ser uno de los lugares en que la ruta de Oregón debía de cruzar el río y en el que los primeros pioneros habían construido algunas balsas, con los materiales que tuvieron a mano, y que luego quedaron a disposición de los que vinieran más tarde. El río, hoy día, se encuentra seco durante gran parte del año. 
La ruta de Oregon discurría por la margen meridional del río Snake y cruzaba el río Raft aproximadamente a unos 3 km de la actual Interestatal I-86. En lo alto del acantilado sobre el río Raft, las rutas de los emigrantes que se dirigían al Oeste se dividían («Parting of the Ways») y allí muchos compañeros de viaje se separaban: la ruta de California remontaba el río Raft aguas arriba, en dirección sur; la ruta de Oregón seguía hacia el Oeste, a lo largo del río Snake. 
Las tumbas de algunos de los fallecidos, que habían sido mortalmente heridos en la masacre de rocas (Massacre Rocks), se encuentran en esa misma zona, a lo largo del río. También la Masacre Clark, en 1851, tuvo lugar cerca del río Raft.